# Текос (футбольный клуб)
«Текос» (исп. Tecos Fútbol Club) — мексиканский футбольный клуб из города Сапопан, штата Халиско. В настоящий момент клуб выступает в Сегунде, третьем по силе дивизионе страны.

## История
Клуб был основан в 1935 году под названием «Текос де ла УАГ» (Универсидад Аутонома де Гвадалахара) — «Текос из Автономного университета Гвадалахары». Команда проводит домашние матчи на «Эстадио Трес де Марсо» («Стадион имени 3-го марта», в честь даты основания университета), вмещающем 30 000 зрителей.
Прозвище команды «Текос» имеет двойное значение для студентов Автономного университета Гвадалахары (AUG). Во-первых, это сокращение от слова «теколотес» («филины»), а во-вторых, это аббревиатура студенческой организации TECOS (Tarea Educativa y Cultural hacia el Orden y la Sintesis, Образовательная и культурная работа к порядку и синтезу). Стилизованная фигура филина присутствует в логотипе клуба. Термин Tecos употребляется также в политическом значении — как ультраправое движение, опорная база которого традиционно размещается в UAG. Среди президентов клуба был Карлос Леаньо Рейес — сын Атонио Леаньо, одного из основателей UAG и организатора Текос.
25 мая 2009 года клуб был переименован в «Эстудиантес Текос» («Студенты Текос»). 
Завершив выступление в высшем дивизионе в Клаусуре 2012 на последнем месте и показав наименьший коэффициент по набранным очкам за последние три года, клуб вылетел во второй дивизион.
В 2013 году руководство Автономного университета Гвадалахары объявило о продаже футбольного клуба Группе «Пачука». 22 мая 2014 года президент группы объявил о переезде команды в Сакатекас. Клуб «Эстудиантес Текос» прекратил существование. В августе 2015 года футбольный клуб «Текос» был возрождён семьёй Леаньо на прежнем месте, в Сапопане. Команда начала выступления с Третьего дивизиона, и по итогам сезона 2016/17 добилась повышения, перейдя во Второй дивизион чемпионата Мексики (третий уровень в системе лиг), где выступает по настоящее время.

## Достижения
- Чемпион Мексики (1): 1993/94
- Победитель второго дивизиона (1): 1974/75
- Победитель третьего дивизиона (1): 1972/73
- Обладатель Кубка кубков КОНКАКАФ (1): 1995